# Slovenija na kvalifikacijah za nastop na Zimskih olimpijskih igrah 2006 v hokeju na ledu
Slovenska hokejska reprezentanca je bila na kvalifikacijah za uvrstitev na Zimske olimpijske igre 2006 razvrščena v skupino B, kjer se je med 10. in 13. februarjem 2005 v Rigi borila proti reprezentancam Latvije, Belorusije in Poljske, na Olimpijske igre je vodilo prvo mesto v skupini. Po dveh porazih in zmagi je Slovenija zasedla tretje mesto, na Olimpijske igre se je uvrstila Latvija. 

## Postava
- Selektor: Kari Savolainen (pomočnik: Matjaž Kopitar)
- Vratarji: Robert Kristan, Gaber Glavič, Andrej Hočevar
- Branilci: Robert Ciglenečki (kapetan), Damjan Dervarič, Aleš Kranjc, Miha Rebolj, Mitja Robar, Uroš Vidmar, Blaž Klinar, Dejan Varl
- Napadalci: Jaka Avgustinčič, Dejan Kontrec, Jurij Goličič, Boris Pretnar, Tomaž Razingar, David Rodman, Marcel Rodman, Peter Rožič, Anže Kopitar, Ivo Jan, Edo Terglav, Tomo Hafner

## Tekme
| 10. februar 2005 | Slovenija | 1 - 2 | Latvija | Športna dvorana Riga, Riga |

| Poročilo tekme | Poročilo tekme | Poročilo tekme  | Poročilo tekme           | Poročilo tekme |
| -------------- | -------------- | --------------- | ------------------------ | -------------- |
| Začetek: 19:00 | Goličič 16     | (1:0, 0:2, 0:0) | 21 Sokrastins 27 Sprukts | Gledalci: 4000 |

| 11. februar 2005 | Slovenija | 2 - 7 | Belorusija | Športna dvorana Riga, Riga |

| Poročilo tekme | Poročilo tekme | Poročilo tekme  | Poročilo tekme                                                                         | Poročilo tekme |
| -------------- | -------------- | --------------- | -------------------------------------------------------------------------------------- | -------------- |
| Začetek: 15:30 | Jan 02 Jan 27  | (1:0, 1:4 ,0:3) | 22 Grabovski 25 Antonenko 30 Baško 40 Grabovski 49 Grabovski 49 Krutsikau 55 Krutsikau | Gledalci: 1000 |

| 13. februar 2005 | Slovenija | 4 - 3 | Poljska | Športna dvorana Riga, Riga |

| Poročilo tekme | Poročilo tekme                                  | Poročilo tekme  | Poročilo tekme                     | Poročilo tekme |
| -------------- | ----------------------------------------------- | --------------- | ---------------------------------- | -------------- |
| Začetek: 13:00 | Avgustinčič 02 Goličič 23 Goličič 43 Kopitar 51 | (1:0, 1:1, 2:2) | 27 Duleba 56 Szczepanec 57 Plachta | Gledalci: 500  |